# Милан Тодоровић (филмски лик)
Милан Тодоровић је измишљени лик Зорана Чалића који се појављује у серијалу филмова Луде године. Лик тумачи Марко Тодоровић.

## Биографија
Милан је радио као лектор српског језика, а у каснијим филмовима је у пензији. Његова супруга је Јелена, ћерка Марија, а унук Миша. Има сестру Вуку која живи у Новом Саду. Милан је био у свађи са Жиком зато што није хтео да се његова ћерка уда за Жикиног сина. Када види да нема другог решења попушта и почне да се дружи са Жиком али један другом праве штосове. Познато је да су му деда и баба били трговци.

## Луде године
У првом делу филма, Милан је строг отац који жели да му ћерка заврши школу и нађе добар посао. Због његовог строгог принципа, Марија не сме да му каже да је она у вези са Бобом, јер зна да ће Милан бранити ту везу.

## Дошло доба да се љубав проба
Милан и Јелена сазнају за Маријину везу са Бобом, те је строго надгледају да се не виђа са њим. И ако Бобина и Маријина љубав јача, Милан је и даље против ње, на крају шаље Марију у Нови Сад код своје сестре, али ипак Милану не преостаје друга шанса него да прихвати везу своје ћерке.

## Љуби, љуби, ал' главу не губи
Милан и Јелена иду у посету Марији, која је на радној акцији са Бобом. У међувремену долазе и Бобини родитељи, а Жика и Милан се и даље не подносе. Милан је остао на аутопуту док му се покварио ауто, а Жика је узео Јелену и одвео је у кафану.

## Какав деда такав унук
Милан се надмеће са својим пријатељем Жиком ко ће више провести време са њиховим унуком Мишом. Мишу креће да васпитава Жика и учи га свом занату, Милан је против тога јер не жели да Миша постане "пропалица" попут Жике, те га учи да свира виолину и енглески језик. На крају, када иде да се обрачуна са Жиком, њих двојица се напију и постају добри пријатељи.

## Иди ми, дођи ми
Марија и Боба добијају стан где се усељавају заједно са Мишом, међутим, декорација стана није ни мало лак посао, па се Жика и Милан пријављују да помогну, и ако су у почетку против њихове помоћи, Боба и Марија их ангажују око кречења и постављања ствари. Заплет креће када Миша оде од куће јер му се родитељи свађају, али врло брзо се мире и Миша се враћа кући.

## Шта се згоди кад се љубав роди
Миланов и Жикин унук Миша је већ одрастао и заљубљује се у младу Рускињу Наташу, али за то нико не зна сем Милана и Жике. Када се сазна, Мишини родитељи му бране да још ступи у били какав контакт са Наташом јер су то "луде године", али Жика и Милан су решени да помогну свом унуку, те сви заједно одлазе у Москву, а Наташина породица у Београд, али се ипак срећу. Милан је у међувремену позвао Елзу.

## Жикина династија
Миша стално свира и учи, те се не обазире на жене, што Жики постаје сумњиво, а у међувремену Жика се плаши да миша не заврши као Карингтонов син. Плашећи се за свог унука да не воли жене, Жика и Милан одлазе код Др. Недељковића и моле га за помоћ, када виде да то нема наде, они крећу у сопствену акцију. Касније, Миши долази девојка Наташа, а Милан и Жика их шпијунирају.

## Друга Жикина династија
Милан тражи Мишу у његовом стану, али не може да га нађе, док је Миша у међувремену у стану деда Жике где проводи време са девојкама. Милан почиње стварно да се брине, и решен је да позове полицију, али га Жика спречава. Касније се њих двоје кладе да ће Миша сутра бити у свом стану, Милан пристаје на опкладу не знајући да га је пријатељ преварио. Касније њих двојица шпијунирају Мишу и гледају шта све он ради са девојкама. Како би га спасили од тога, они одлазе на село код Бобе и Марије, и чврсто надгледају Мишу да не оде код комшинице Руже, на крају одлазе аутом, али ту је и луди диригент.

## Сулуде године
Милан и Жика су у болници, јер су имали несрећу када су се враћали, а са њима је и луди диригент. У болници су сви луди, и они су решени да побегну, да не би завршили као они. Касније им се и придружује и Рајко који има проблема са гасовима.

## Жикина женидба
Жика се после саобраћајне несреће тешко креће, па га Милан пази. Иде у куповину за њега, спрема му доручак... Када Милану то дојади, он наговара Жику да се ожени, а како би дошли до младе Милан је дао оглас у новинама. После многобројних кандидаткиња долази Жикина љубавница Елза, али сазнаје да Жика још увек воли своју покојну супругу Дару и заувек одлази у Франкфурт.

## Презиме
Током прва два дела серијала, Миланова породица се презивала Ђорђевић, али од дела Љуби, љуби, ал' главу не губи то је промењено у Тодоровић.